# Фёдор Владимирович (князь пинский)
Фёдор Владимирович (ум. после 1292) — князь пинский из династии Изяславичей.

## Биография
Старший из трёх сыновей князя пинского Владимира. В 1262 году вместе со братьями Демидом и Юрием поздравил галицко-волынского князя Василько Романовича с одержанной им победой над литовцами у города Небли. Предполагается, что Фёдор в это время был старшим из пинских князей и потворствовал литовцам в их набегах на Волынь.